# Над тёмной водой
«Над тёмной водой» — российский фильм Дмитрия Месхиева по сценарию Валерия Тодоровского.

## Сюжет
1960-е годы, Ленинград, белые ночи. Три друга знакомятся с девушкой, приехавшей из провинции поступать в институт. Фильм рассказывает трагическую историю любви и дружбы.

## В ролях
- Александр Абдулов — Лев
- Юрий Кузнецов — Сергей
- Владимир Ильин — Владимир Викторов
- Ксения Качалина — Лена
- Иван Охлобыстин (в титрах — Иван Чужой) — сын Льва
- Татьяна Лютаева — Клара
- Сергей Курёхин — муж Клары
- Александр Баширов — сотрудник органов
- Сергей Дебижев — врач
- Виктор Гоголев — «Череп»
- Виктор Павлов — «Сосед»

## Съёмочная группа
- Автор сценария: Валерий Тодоровский
- Режиссёр: Дмитрий Месхиев
- Оператор: Павел Лебешев
- Художник: Наталья Кочергина
- Композитор: Сергей Курёхин
- Продюсеры: Натан Федоровский, Александр Бухман

## Награды
- 1993 год — МКФ в Таормине — приз за лучшую женскую роль (Ксения Качалина) и приз Silver Charybdis (Дмитрий Месхиев)
- 1994 год — номинация на премию «Ника» за лучшую операторскую работу (Павел Лебешев)
- 1994 год — номинация на премию «Ника» за лучшую музыку к фильму (Сергей Курёхин)